# Palais Palm

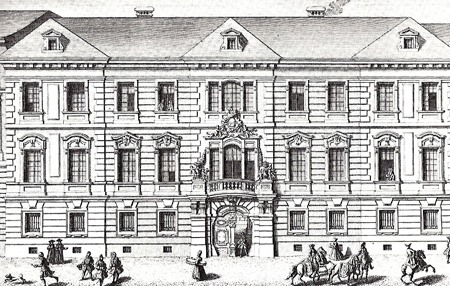
Stich des Palais Palm nach Salomon Kleiner, Anfang 18. Jh.

Das Palais Palm in Wien, seinerzeit eher bekannt als Fürst Palm’sches Haus, war ein repräsentatives Barockpalais, welches um 1857 im Zuge der Schleifung der Basteien demoliert wurde. Es war die Wiener Residenz der Fürsten Palm.

## Geschichte
Über das Haus ist wenig bekannt. Überliefert ist, dass der angesehene Vorarlberger Stuckateur Hieronymus Moosbrugger (1808–1858) am Gebäude mitgearbeitet hat.
Während des Wiener Kongresses 1814/15 unterhielt Herzogin Wilhelmine von Sagan im rechten Flügel des Palais Palm einen weit herum bekannten politischen Salon. Gleichzeitig residierte ihre Rivalin, die russische Fürstin Katharina Bagration, im linken Gebäudeteil und übte ihre diplomatischen Tätigkeiten aus. Beide Damen hatten einst ein Verhältnis mit dem Fürsten Clemens von Metternich.
Das Palais Palm wurde im Zuge der Schleifung der Basteien um 1857 demoliert. An seiner Stelle wurde im Jahre 1876 vom Fürst Liechtenstein’schen Baubüro ein stattliches Mietshaus im Stil der Neu-Wiener-Renaissance mit polygonalem Grundriss erbaut.

## Lage
Das Palais Palm war Teil des ehemaligen Palaisensembles, das heute von der Bankgasse, der Schenken- und der Löwelstrasse begrenzt wird. Von diesem Ensemble stehen noch das Stadtpalais Strattmann und das Concordia-Haus (ehemaliges Althann’sches Freihaus) mit der Adresse Bankgasse 6. Das anstelle des Palais Palm 1876 vom Fürst Liechtenstein’schen Baubüro errichtete Mietshaus ist heute der gegen das Burgtheater hin abschließende Teil des erwähnten Häuserensembles mit der Adresse Schenkenstrasse 7 und Löwelstrasse 12. An das Barockpalais der Fürsten von Palm erinnert heute nichts mehr.

## Aussehen
Ein erhaltener Stich von Salomon Kleiner (1700–1761) zeigt das Palais Palm als neunachsigen Barockbau mit zwei Seitenrisaliten und einem einachsigen, verbreiterten Mittelrisalit. Die Fassade wird durch Ortsteinquaderung gegliedert, das Sockelgeschoß ist gebändert. Sämtliche Fenster der oberen beiden Geschoße weisen Parapetfelder auf und diejenigen der Beletage Rund- und Giebelverdachungen. Über dem zentralen Fenster über dem Portal prangt eine reich gestaltete Wappenkartusche mit figuralem Schmuck. Ein ausschwingender Balusterbalkon über dem Portal ruht auf zwei Doppelkonsolen und wird von zwei figuralen Postamentaufsätzen flankiert.